# Hillsdale (Illinois)
Hillsdale – wieś w Stanach Zjednoczonych, w stanie Illinois, w hrabstwie Rock Island.